# Josef Luhamer
Josef Luhamer (* 12. September 1912 in Sierning; † 24. August 1991 ebenda) war ein österreichischer Politiker (ÖVP) und Landwirt. Er war von 1962 bis 1966 Abgeordneter zum Österreichischen Nationalrat.

## Leben und Wirken
Luhamer besuchte die Volks- und Bürgerschule in Sierning, absolvierte danach die Landwirtschaftsschule in Schlierbach und wurde Landwirt. Von 1940 bis 1945 war er Mitglied der NSDAP. Er war 1945 Mitbegründer des Bauernbundes Sierning und ab 1949 als Ausschussmitglied der Bezirksbauernkammer Steyr tätig. Ab 1950 wirkte er zudem als Obmann der Bezirksbauernkammer Steyr, war ab 1951 Obmann-Stellvertreter der Molkereigenossenschaft Sierninghofen sowie ab 1955 Obmann der ÖVP Sierning. Zudem engagierte er sich als Kreisobmann des Oberösterreichischen Bauern- und Kleinhäuslerbundes und war ab 1960 Aufsichtsratsmitglied des Milchhofes Linz. Lokalpolitisch war Luhamer ab 1955 als Vizebürgermeister von Sierning aktiv, des Weiteren vertrat er die ÖVP vom 14. Dezember 1962 bis zum 30. März 1966 im Nationalrat.

## Auszeichnungen
- 1957: Goldenes Ehrenzeichen für Verdienste um die Republik Österreich[2]
- 1979: Goldenes Ehrenzeichen des Landes Oberösterreich